# Getsumento heiki Mina
Getsumento heiki Mina (jap. 月面兎兵器ミーナ Getsumento heiki Mīna) – 11-odcinkowa seria anime opowiadająca o losach superbohaterek walczących z królikopodobnymi kosmitami wyprodukowana przez studio Gonzo. Seria została wyemitowana po raz pierwszy w 2007 roku na kanale Fuji TV. Wyprodukowano także dwa dodatkowe odcinki wydane bezpośrednio na DVD.
Na podstawie serii powstała manga wydawana w latach 2006-2008. 

## Opis fabuły
17-letnia Mina Tsukuda zostaje zatrudniona przez stację telewizyjną na stanowisku prezenterki. Oprócz tego uczęszcza jednocześnie do liceum. Pewnego dnia, gdy zostaje jej powierzone zadanie przeprowadzenia wywiadu z gwiazdą podczas segmentu o dyscyplinach sportowych przypadkowo wplątuje się w incydent z inwazją kosmitów.

## Postacie
- Mina Tsukuda (jap. 佃 美奈 Tsukuda Mina)

Seiyū: Marina Inoue 
- Suiren Kōshū (jap. 甲州 翠怜 Kōshū Suiren)

Seiyū: Shizuka Itō 
- Escartin Mutsumune (jap. 六棟 エスカルティン Mutsumune Esukarutin)

Seiyū: Eri Nakao 
- Kanji Hazemi (jap. 羽蝉 寛治 Hazemi Kanji)

Seiyū: Mitsuki Saiga 
- Nakoru Hazemi (jap. 羽蝉 ナコル Hazemi Nakoru)

Seiyū: Kana Hanazawa 
- Daisuke Kiryū (jap. 桐生 大介 Kiryū Daisuke)

Seiyū: Hiroki Tōchi 
- Minamo Haibara (jap. 灰原 水面 Haibara Minamo)

Seiyū: Mamiko Noto 
- Nanashi (jap. 名無し)

Seiyū: Jōji Nakata 
- Onoue P (jap. 尾上Ｐ)

Seiyū: Jōji Nakata 

## Anime
Za reżyserię serii odpowiadał Keiichiro Kawaguchi, projekty postaci przygotował okama, scenariusze przygotował Junki Takegami, a muzykę skomponował Kōsuke Yamashita. Za produkcję anime odpowiadało studio Gonzo. Jedenastoodcinkowa seria została wyemitowana na kanale Fuji TV od stycznia 2007 do marca 2007 roku. Dwa dodatkowe odcinki zostały wydane bezpośrednio na DVD.
| #   | Tytuł                                                                     | Premiera w Japonii          |
| --- | ------------------------------------------------------------------------- | --------------------------- |
| 01  | Hajimete no jūjitsu (はじめての汁実)                                      | 13 stycznia 2007            |
| 02  | Pro wrestling daisuki Puroresu daisuki (プロレス大好き)                   | 20 stycznia 2007            |
| 03  | Yakusoku no makyū (やくそくの魔球)                                        | 27 stycznia 2007            |
| 04  | Mutsumune dai Break Mutsumune dai burēku (六棟大ブレーク)                 | 3 lutego 2007               |
| 05  | Mina ni Red Card? Mīna ni reddokādo? (ミーナに赤札(レッドカード)？)       | 10 lutego 2007              |
| 06  | Rotenburo no soko (露天風呂のソコ)                                        | 17 lutego 2007              |
| EX1 | Uruwashi no harumina (麗しのハルミナ)                                     | 6 czerwca 2007 (tylko DVD)  |
| 07  | Suiren-senpai no furin (翠蓮先輩の不倫)                                   | 24 lutego 2007              |
| 08  | Fukigen na Nakoru (不機嫌なナコル)                                        | 3 marca 2007                |
| 09  | Kōdo sen kilometer no shitō Kōdo sen kiromētoru no shitō (高度千粁の死闘) | 10 marca 2007               |
| 10  | Uchū kara kita yo (宇宙から来たヨ)                                        | 17 marca 2007               |
| 11  | Last Announcement Rasuto anaunsu (最終アナウンス)                         | 24 marca 2007               |
| EX2 | Akiyama Mīna densetsu (秋山ミーナ伝説)                                    | 1 sierpnia 2007 (tylko DVD) |

## Manga
Autorem jest Nylon. Manga była publikowana w czasopiśmie „Gekkan Dengeki Comic Gao!” wydawnictwa MediaWorks od 27 grudnia 2006 roku. Ostatni rozdział mangi ukazał się 26 stycznia 2008 roku, w marcowym numerze tego czasopisma. Następnie w kwietniowym numerze tego czasopisma, wydanym 27 lutego 2008, ukazał się dodatkowy one-shot związany z serią.
Rozdziały zostały skompilowane w dwóch tomach.
| Nr | Data wydania (język japoński) | ISBN (język japoński)  |
| -- | ----------------------------- | ---------------------- |
| 1  | 27 sierpnia 2007              | ISBN 978-4-8402-4013-0 |
| 2  | 26 kwietnia 2008              | ISBN 978-4-04-867050-0 |